# Leichtathletik-Länderkampf der Männer 1979 BR Deutschland – Belgien
| 9. Leichtathletik-Länderkampf mit bundesdeutscher Beteiligung 1979 | 9. Leichtathletik-Länderkampf mit bundesdeutscher Beteiligung 1979 |
| ------------------------------------------------------------------ | ------------------------------------------------------------------ |
|                                                                    |                                                                    |
| Ländervergleich der Männer: BR Deutschland – Belgien               |                                                                    |
| Austragungsort                                                     | Dormagen                                                           |
| Wettbewerbe                                                        | 20                                                                 |
| Datum                                                              | 25. August                                                         |
| 1. FRG 2. BEL                                                      | 245,5 Punkte 164,5 Punkte                                          |
| Chronik                                                            |                                                                    |
| ← SUI-FRG-NLD Str'lauf (M)                                         | erster LK 1980:00 FRG-MEX-SWE-ESP-HUN00 Geher (M) →                |

Der neunte und letzte Vergleich des Länderkampfjahres 1979 fand am 25. August in Dormagen gegen Belgien statt. Es war die dritte Begegnung der beiden Nationen in einem Zweiländerkampf mit dem allgemeinen leichtathletischen Programm. Die erste hatte es 1939 gegeben und die zweite war 1971 ausgetragen worden. Das Aufeinandertreffen 1939 war wegen des Zweiten Weltkriegs, der wenige Tage später ausbrechen sollte, abgebrochen worden, den Vergleich 1971 hatten die bundesdeutschen Vertreter für sich entschieden. Zwischenzeitlich hatte Belgien an einigen Länderkämpfen gegen Deutschland mit mehr als zwei Teilnehmernationen teilgenommen, in den letzten Jahren vor allem unter Beteiligung der Niederlande, zuletzt war das 1977 der Fall gewesen. In all diesen Aufeinandertreffen hatte Deutschland die Oberhand behalten.

## Modus
Auf dem Programm standen die bei Länderkämpfen üblichen zwanzig Disziplinen. Allerdings wurden wie schon in einigen Ländervergleichen zuvor die beiden Langstreckenläufe gekürzt. Anstelle der Rennen über 5000 und 10.000 Meter wurden Läufe über 3000 und 5000 Meter ausgetragen. Aus dem olympischen Wettbewerbskatalog fehlten so nur der 10.000-Meter-Lauf, der Marathonlauf, die beiden Disziplinen im Straßengehen und der Zehnkampf. Am Start waren drei Teilnehmer je Land und Wettbewerb. Die Punkte wurden wie bei Begegnungen mit drei Vertretern verteilt. In den Einzeldiszipinen gab es für den ersten Platz neun Punkte, für den zweiten sieben, für den dritten sechs, für den vierten Platz fünf Punkte usw. Die Staffeln wurden mit fünf zu zwei Punkten gewertet.

## Ergebnis
Die bundesdeutschen Leichtathleten dominierten diese Begegnung. In den Einzelläufen gab es für sie sechs Siege bei zwei Dreifacherfolgen gegenüber drei Siegen für Belgien ohne einen Dreifacherfolg. Von den Staffeln gewann jedes Team eine. Drei der Wettbewerbe im Bereich Sprung gingen an die Bundesrepublik, davon eine per Dreifacherfolg. Nur im Hochsprung lagen die Belgier in der Disziplinwertung vorn. In der Kategorie Wurf/Stoß entschieden die bundesdeutschen Sportler alle vier Wettbewerbe für sich, drei davon per Dreifacherfolg. So siegte die Bundesrepublik Deutschland erneut und das Ergebnis fiel mit 245,5 zu 164,5 Punkten sehr eindeutig aus.

## Resultate

### 100 m
| Platz | Athlet              | Land | Zeit (s) |
| ----- | ------------------- | ---- | -------- |
| 1     | Werner Zaske        | FRG  | 10,61    |
| 2     | Daniel Regaert      | BEL  | 10,66    |
| 3     | Richard Luxenburger | FRG  | 10,67    |
| 4     | Christian Haas      | FRG  | 10,73    |
| 5     | Ronald Desruelles   | BEL  | 10,88    |
| 6     | Frank Verhelst      | BEL  | 11,62    |

### 200 m
| Platz | Athlet               | Land | Zeit (s) |
| ----- | -------------------- | ---- | -------- |
| 1     | Karlheinz Weisenseel | FRG  | 21,14    |
| 2     | Jacques Borlée       | BEL  | 21,20    |
| 3     | Robert Tempel        | FRG  | 21,20    |
| 4     | Renno Roelandt       | BEL  | 21,45    |
| 5     | Peter Schwelm        | FRG  | 21,68    |
| 6     | René Hermans         | BEL  | 22,38    |

### 400 m
| Platz | Athlet                 | Land | Zeit (s) |
| ----- | ---------------------- | ---- | -------- |
| 1     | Erwin Skamrahl         | FRG  | 45,91    |
| 2     | Franz-Josef Löhrer     | FRG  | 47,24    |
| 3     | Bodo Gesche            | FRG  | 47,58    |
| 4     | Henri Hermans          | BEL  | 48,00    |
| 5     | Michael Zimmermann     | BEL  | 48,67    |
| 6     | Pieres Van Keerberghen | BEL  | 49,68    |

### 800 m
| Platz | Athlet            | Land | Zeit (min) |
| ----- | ----------------- | ---- | ---------- |
| 1     | Julien Michiels   | BEL  | 1:48,72    |
| 1     | Thomas Wilking    | FRG  | 1:48,72    |
| 3     | Guy Tondeur       | BEL  | 1:49,00    |
| 4     | Herbert Wursthorn | FRG  | 1:49,19    |
| 5     | Dieter Riebe      | FRG  | 1:49,35    |
| 6     | Johan Herregodts  | BEL  | 1:49,37    |

### 1500 m
| Platz | Athlet          | Land | Zeit (min) |
| ----- | --------------- | ---- | ---------- |
| 1     | Harald Hudak    | FRG  | 3:41,4     |
| 2     | Uwe Becker      | FRG  | 3:41,4     |
| 3     | Marc Nevens     | BEL  | 3:42,5     |
| 4     | Ingo Falk       | FRG  | 3:44,4     |
| 5     | Eddi De Pauw    | BEL  | 3:44,7     |
| 6     | Eric Huybrechts | BEL  | 3:45,0     |

### 3000 m
| Platz | Athlet           | Land | Zeit (min) |
| ----- | ---------------- | ---- | ---------- |
| 1     | Willy Polleunis  | BEL  | 7:52,9     |
| 2     | Emiel Puttemans  | BEL  | 7:55,2     |
| 3     | Bernhard Gatzke  | FRG  | 7:56,1     |
| 4     | Christoph Herle  | FRG  | 7:57,1     |
| 5     | Alfons Schellens | BEL  | 7:59,3     |
| 6     | Leo Thoma        | FRG  | 8:10,9     |

### 5000 m
| Platz | Athlet           | Land | Zeit (min) |
| ----- | ---------------- | ---- | ---------- |
| 1     | Leon Schots      | BEL  | 13:45,3    |
| 2     | Frank Grillaert  | BEL  | 13:45,5    |
| 3     | Werner Grommisch | FRG  | 13:46,9    |
| 4     | Dirk Sander      | FRG  | 13:57,7    |
| 5     | Alex Hagelsteens | BEL  | 13:57,7    |
| 6     | Harald Eifert    | FRG  | 14:12,7    |

### 110 m Hürden
| Platz | Athlet           | Land | Zeit (s) |
| ----- | ---------------- | ---- | -------- |
| 1     | Peter Scholz     | FRG  | 14,25    |
| 2     | Andie Fridenberg | BEL  | 14,31    |
| 3     | Hans-Gerd Klein  | FRG  | 14,34    |
| 4     | Yves Lahaye      | BEL  | 14,56    |
| 5     | Winfried Kessel  | FRG  | 14,61    |
| 6     | Steffen Buyle    | BEL  | 14,70    |

### 400 m Hürden
| Platz | Athlet                  | Land | Zeit (s) |
| ----- | ----------------------- | ---- | -------- |
| 1     | Wolfgang Richter        | FRG  | 51,33    |
| 2     | Martin Bürkle           | FRG  | 51,55    |
| 3     | Thomas Forstkamp        | FRG  | 51,66    |
| 4     | Jean-Marie De Schrijver | BEL  | 52,60    |
| 5     | Philippe Dawans         | BEL  | 53,54    |
| 6     | Patrick Himschoot       | BEL  | 54,07    |

### 3000 m Hindernis
| Platz | Athlet              | Land | Zeit (min) |
| ----- | ------------------- | ---- | ---------- |
| 1     | Paul Thys           | BEL  | 8:30,9     |
| 2     | Manfred Schoeneberg | FRG  | 8:33,8     |
| 3     | Andreas Weniger     | FRG  | 8:34,8     |
| 4     | Elie Aubertin       | BEL  | 8:37,1     |
| 5     | Oskar Huber         | FRG  | 8:37,6     |
| 6     | Peter Daenens       | BEL  | 8:48,7     |

### 4 × 100 m Staffel
| Platz | Besetzung      | Land                                                                 | Zeit (s) |
| ----- | -------------- | -------------------------------------------------------------------- | -------- |
| 1     | BR Deutschland | Christian Haas Karlheinz Weisenseel Richard Luxenburger Werner Zaske | 40,13    |
| 2     | Belgien        | Frank Verhelst Renno Roelandt Danny Roelandt Ronald Desruelles       | 40,30    |

### 4 × 400 m Staffel
| Platz | Besetzung      | Land                                                            | Zeit (min) |
| ----- | -------------- | --------------------------------------------------------------- | ---------- |
| 1     | Belgien        | Eddy De Leeuw Danny Roelandt Rik Vandenberghe Alfons Brydenbach | 3:05,8     |
| 2     | BR Deutschland | Andreas Pesch Joachim Rabstein Erwin Skamrahl Martin Weppler    | 3:08,0     |

### Hochsprung
| Platz | Athlet             | Land | Höhe (m) |
| ----- | ------------------ | ---- | -------- |
| 1     | Holger Marten      | FRG  | 2,22     |
| 2     | Guy Moreau         | BEL  | 2,15     |
| 3     | Marc Borra         | BEL  | 2,15     |
| 4     | William Nachtegaal | BEL  | 2,10     |
| 4     | Jürgen Lichtenberg | FRG  | 2,10     |
| 6     | Michael Probst     | FRG  | 2,10     |

### Stabhochsprung
| Platz | Athlet             | Land | Höhe (m) |
| ----- | ------------------ | ---- | -------- |
| 1     | Patrick Desruelles | BEL  | 5,45     |
| 2     | Gerold Heinrich    | FRG  | 5,30     |
| 3     | Jürgen Winkler     | FRG  | 5,30     |
| 4     | Peter Volmer       | FRG  | 4,80     |
| 5     | Jan Van Hocht      | BEL  | 4,60     |
| 6     | Roger Lespagnard   | BEL  | 4,20     |

### Weitsprung
| Platz | Athlet            | Land | Weite (m) |
| ----- | ----------------- | ---- | --------- |
| 1     | Ronald Desruelles | BEL  | 7,60      |
| 2     | Jörg Klocke       | FRG  | 7,51      |
| 3     | Willi Fromme      | FRG  | 7,37      |
| 4     | Winfried Klepsch  | FRG  | 7,36      |
| 5     | Roland Marloye    | BEL  | 6,91      |
| 6     | Jean Gelise       | BEL  | 6,77      |

### Dreisprung
| Platz | Athlet          | Land | Weite (m) |
| ----- | --------------- | ---- | --------- |
| 1     | Klaus Kübler    | FRG  | 15,93     |
| 2     | Wolfram Walther | FRG  | 15,40     |
| 3     | Peter Bouschen  | FRG  | 15,21     |
| 4     | Paul Henry      | BEL  | 14,49     |
| 5     | Gino Van Loo    | BEL  | 14,26     |
| 6     | Didier Pause    | BEL  | 13,81     |

### Kugelstoßen
| Platz | Athlet                  | Land | Weite (m) |
| ----- | ----------------------- | ---- | --------- |
| 1     | Claus-Dieter Föhrenbach | FRG  | 18,37     |
| 2     | Udo Gelhausen           | FRG  | 17,81     |
| 3     | Werner Hartmann         | FRG  | 16,87     |
| 4     | Noël Legros             | BEL  | 16,21     |
| 5     | Georges Schroeder       | BEL  | 16,20     |
| 6     | Bertrand De Decker      | BEL  | 15,24     |

### Diskuswurf
| Platz | Athlet             | Land | Weite (m) |
| ----- | ------------------ | ---- | --------- |
| 1     | Rolf Danneberg     | FRG  | 59,12     |
| 2     | Werner Hartmann    | FRG  | 58,68     |
| 3     | Bernhard Fischer   | FRG  | 56,04     |
| 4     | Georges Schroeder  | BEL  | 52,24     |
| 5     | Bertrand De Decker | BEL  | 49,18     |
| 6     | Robert Van Schoor  | BEL  | 48,96     |

### Hammerwurf
| Platz | Athlet            | Land | Weite (m) |
| ----- | ----------------- | ---- | --------- |
| 1     | Manfred Schubert  | FRG  | 71,68     |
| 2     | Wolfgang Heinrich | FRG  | 65,84     |
| 3     | Karl-Heinz Müller | FRG  | 64,88     |
| 4     | René Van Elsuwe   | BEL  | 50,70     |
| 5     | Andres Buysse     | BEL  | 49,90     |
| 6     | Hugo Ciroux       | BEL  | 49,06     |

### Speerwurf
| Platz | Athlet            | Land | Weite (m) |
| ----- | ----------------- | ---- | --------- |
| 1     | Udo Mäußnest      | FRG  | 77,84     |
| 2     | Wolfram Gambke    | FRG  | 74,24     |
| 3     | Lode Wijns        | BEL  | 73,94     |
| 4     | Werner Kalb       | FRG  | 72,62     |
| 5     | Toon Duchateau    | BEL  | 68,36     |
| 6     | Jacques Duchateau | BEL  | 68,06     |